# Ilyen hosszú távollét
Az Ilyen hosszú távollét (Une aussi longue absence) Henri Colpi 1961-ben bemutatott és Cannes-ban Arany Pálmával jutalmazott első játékfilmje – különös alkotás.
Egy férfi, aki egy Szajna-parti kalyibában él – vélhetően a II. világháború idején – emlékezetét vesztette. Egy asszony – egy párizsi bisztró tulajdonosa – eltűnt férjét véli benne felismerni, és véletlen találkozásuktól kezdve mindenhová követi. A férfi ezt közönyösen hagyja, nem ellenkezik. Közömbös minden iránt, nem is beszél. Csak megrémül néha egy hirtelen fénytől, zajtól. Egyetlen tevékenysége az, hogy képes folyóiratokból gondosan kivagdalja a fotókat.
A két ember talán egymáshoz tartozott valamikor. Egy-egy bizonytalan jel utal erre.

„A film mindig kép vállalkozás is, és Colpi filmjének – hála isten, mondhatjuk ezt, van ilyen etalonunk – Pilinszky háborús verseinek világa a mércéje ekképp... A Colpi-film manapság is segít tájékozódnom. ”

– Tandori Dezső